# Ahmet Shala (polityk)
Ahmet Shala – pierwszy minister gospodarki i finansów Kosowa w latach 2008–2011, były ambasador Kosowa w Japonii.